# Stanisław Trawkowski

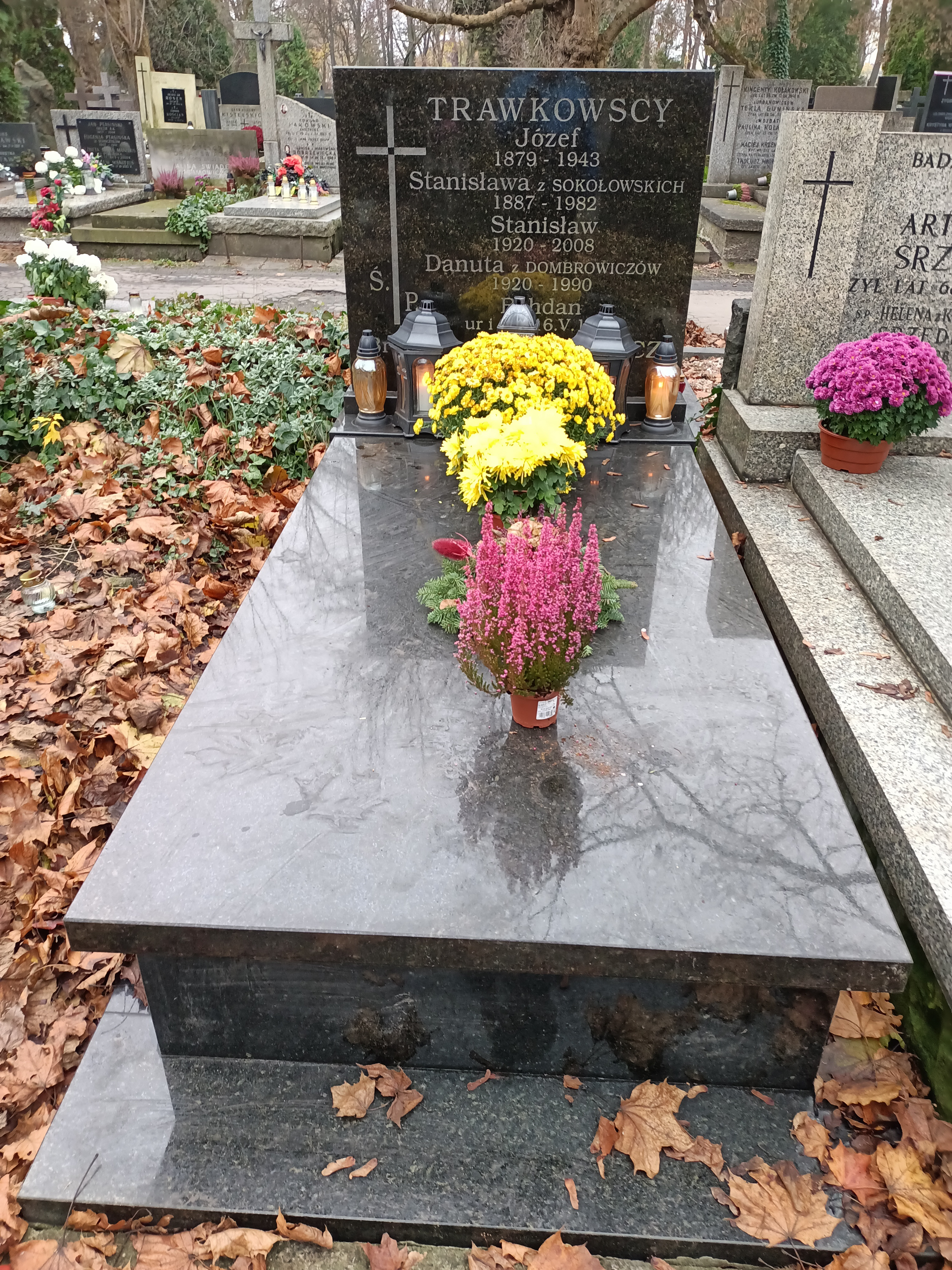
Grób Stanisława Trawkowskiego na cmentarzu Powązkowskim

Stanisław Trawkowski (ur. 9 października 1920 w Łodzi, zm. 24 listopada 2008) – polski historyk.

## Życiorys
Studia na tajnym Uniwersytecie Ziem Zachodnich  1943–1944 i Uniwersytecie Warszawskim 1947–1950 (magisterium w 1950), doktorat tamże 1957 pod kierunkiem Tadeusza Manteuffla, habilitacja 1963. Zatrudniony w na UW jako asystent wolontariusz 1948–1949. Nauczyciel 1945–1947, pracownik naukowy w Instytucie Urbanistyki i Architektury 1950–1954, sekretarz Kierownictwa Badań nad Początkami Państwa Polskiego 1950–1953. Adiunkt w Instytucie Historii Kultury Materialnej PAN od 1954, następnie pracownik Instytutu Historii PAN 1961–1990: kierownik Pracowni Dziejów Społeczeństwa i Kultury Średniowiecznej 1970–1975, kierownik Zakładu Atlasu Historycznego od 1976.
Współpracownik Polskiego Słownika Biograficznego (biogram: Rycheza, t. 33, 1991–1992).
Pochowany na cmentarzu Powązkowskim w Warszawie (kwatera 228-5-15).

## Wybrane publikacje
- Publikacje w katalogu biblioteki Narodowej